# Ota (Còrsega)
Ota (en cors Otta) és un municipi francès, situat a la regió de Còrsega, al departament de Còrsega del Sud. L'any 1999 tenia 452 habitants.

## Demografia
| 1962 | 1968 | 1975 | 1982 | 1990 | 1999 |
| ---- | ---- | ---- | ---- | ---- | ---- |
| 364  | 444  | 367  | 408  | 460  | 462  |

## Administració
| Període   | Identitat               | Partit | Qualitat |
| --------- | ----------------------- | ------ | -------- |
| 2001-2008 | Dominique Rostini       |        |          |
| 2008-     | Pierre Paul de Pianelli |        |          |